# Carlos Restrepo
Carlos Alberto Restrepo Isaza (nascido em Medellín, 5 de Março de 1961) é um muito bem sucedido treinador que conseguiu vários championships em Honduras e Costa Rica. Ele é atualmente o treinador do Colômbia Sub-20.

## Carreira
Restrepo dirigirá o elenco da Seleção Colombiana de Futebol nas Olimpíadas de 2016.

## Títulos
Junior
- Campeonato Colombiano:: 1995

Pérez Zeledón
- Campeonato Costa-Riquenho: 2004

Olimpia
- Campeonato Hondurenho:: 2010

Colombia
- Campeonato Sul-Americano Sub-20: 2013